# 伊图尤塔巴
伊图尤塔巴是巴西米纳斯吉拉斯州的一个市镇。总面积2587.339平方公里，总人口92727人，人口密度35.8人/平方公里。